# 碧蹄駅
碧蹄駅（ピョクチェえき）は、大韓民国京畿道高陽市徳陽区にある、韓国鉄道公社（KORAIL）郊外線の駅である。

## 歴史
- 1961年7月10日：開業[1]
- 2004年4月1日：旅客取扱中止。
- 2015年5月29日：貨物取扱中止[2]。
- 2025年1月11日：郊外線が運転再開したが旅客列車は同駅を、全列車が通過するため実質的には休止駅の状態が続いている[3]。

## 隣の駅
韓国鉄道公社
郊外線
三陵駅 - 碧蹄駅 - 日迎駅